# At Home アットホーム
『at Home アットホーム』（あっとほーむ） は、本多孝好による小説、およびそれを原作とする2015年の日本映画。

## 概要
2010年に発行された本多孝好の小説を2015年に竹野内豊主演で映画化。

## ストーリー
森山家は一見どこにでもあるような平和に暮らしている家族。しかし、父は空き巣泥棒で、母は結婚詐欺師、長男は偽造職人で…。血の繋がらない5人家族ではあるが、彼らはそれぞれに苦しい過去を抱え一つの絆で繋がっていた。ある日、詐欺を目論んだ母がターゲットの男に誘拐されてしまい…。

## 主要人物

### 森山家
森山 和彦 - 竹野内豊
父。職業は空き巣泥棒。貧乏から窃盗で服役。妻が面会に訪れた最中に子供が交通事故で死亡したことにより獄中離婚。
森山 皐月 - 松雪泰子
母。仕事は結婚詐欺師。元夫の平田からのDVを受けていた。
森山 淳 - 坂口健太郎
長男。ゲンジの元で偽造師の腕を磨く。裕福な家庭に育つものの厳格な両親の弟との兄弟差別による心理的虐待を受けていた。両親を殺そうとしたところを空き巣帰りの和彦に拾われる。
森山 明日香 - 黒島結菜
長女。中学3年生。実父からの性的虐待を受け続けていた。ホームから飛び込み自殺をするところを同じく自殺しようとする皐月に救われる。
森山 隆史 - 池田優斗
次男。小学4年生。児童虐待を受けていた。空き巣に入った和彦に救い出される。

### その他
ゲンジ - 國村隼
和彦が服役中に知り合う偽造師。
ミツル - 村本大輔
皐月の結婚詐欺のターゲット。皐月と同様の結婚詐欺師で不動産王の息子と名乗る。
平田  - 千原せいじ
皐月の元夫。
友井  - 板尾創路
淳の実父。

## スタッフ
- 監督 - 蝶野博
- 原作 - 本多孝好
- 脚本 - 安倍照雄
- 製作総指揮 - 奥山和由
- 製作 - 中村直史、野崎研一郎
- プロデューサー - 神夏磯秀、三宅はるえ
- 撮影 - 木村信也
- 照明 - 藤森玄一郎
- 美術 - 中山慎
- 録音 - 照井康政
- 編集 - 鈴木理
- 音楽 - 村松崇継
- スタイリスト - 浜井貴子
- ヘアメイク - 竹下フミ
- 助監督 - 吉田和弘
- 制作担当 - 奥泰典
- 配給 - ファントム・フィルム、KATSU-do
- 制作協力 - ブースタープロジェクト
- 制作プロダクション - KATSU-do
- 製作 - 映画「at Home」製作委員会（吉本興業、研音、ブースタープロジェクト）

## Blu-ray / DVD
2016年1月27日発売。発売・販売元はよしもとアール・アンド・シー。
- at Home（1枚組）

## 映画祭
- 第39回モントリオール世界映画祭フォーカス・オン・ワールド・シネマ部門に正式招待された。
- 第1回京都国際映画祭オープニング上映作品に選出された。